# Mike McDonald
Mike McDonald (ur. 23 listopada 1975 r.) – kanadyjski narciarz, specjalista narciarstwa dowolnego. Jego największym sukcesem jest srebrny medal w balecie narciarskim wywalczony podczas mistrzostw świata w Meiringen. Nigdy nie startował na igrzyskach olimpijskich. Najlepsze wyniki w Pucharze Świata osiągnął w sezonie 1997/1998, kiedy to zajął 14. miejsce w klasyfikacji generalnej, a w klasyfikacji baletu narciarskiego był siódmy.
W 2000 r. zakończył karierę.

## Osiągnięcia

### Mistrzostwa świata
| Miejsce | Dzień     | Rok  | Miejscowość | Konkurencja      | Zwycięzca        |
| ------- | --------- | ---- | ----------- | ---------------- | ---------------- |
| 16.     | 17 lutego | 1995 | La Clusaz   | Balet narciarski | Rune Kristiansen |
| 8.      | 7 lutego  | 1997 | Iizuna      | Balet narciarski | Fabrice Becker   |
| 2.      | 11 marca  | 1999 | Meiringen   | Balet narciarski | Ian Edmondson    |

### Puchar Świata

#### Miejsca w klasyfikacji generalnej
- sezon 1994/1995: 35.
- sezon 1995/1996: 20.
- sezon 1996/1997: 15.
- sezon 1997/1998: 14.

#### Miejsca na podium
1. Heavenly Valley – 21 stycznia 2000 (Balet narciarski) – 3. miejsce